# País insular

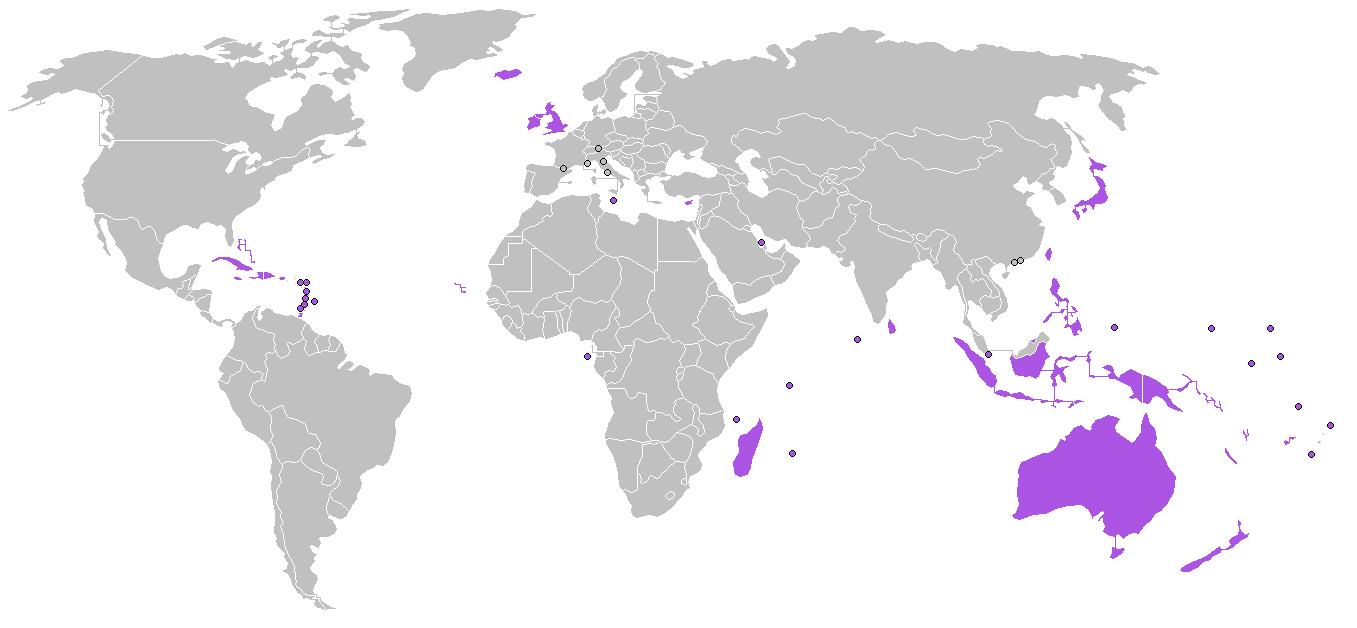
Países completamente insulares

Un país insular es un estado limitado totalmente a una isla o a un grupo de islas, además de no tener ningún territorio sobre el continente, es decir, no cuenta con fronteras. En el mundo existen cuarenta y ocho países insulares, incluidos los más pequeños.
Los países insulares pueden ser clasificados en dos grupos. Un grupo comprende aquellos que son grandes, relativamente poblados y, por lo general, cerca de un continente. Estos incluyen Japón, Sri Lanka, Filipinas, Nueva Zelanda, Cuba, el Reino Unido, Irlanda, Indonesia y Madagascar. El miembro más grande de este grupo es Groenlandia, uno de los países constituyentes del Reino de Dinamarca junto con las Islas Feroe (también insular) y la propia Dinamarca. Estos países  comparten semejanzas culturales y políticas con sus vecinos continentales. Su estado insular era una ventaja importante que los ha aislado de invasiones, y los ha hecho importantes en el comercio regional debido a su ubicación y a las capacidades marítimas de la población. Australia forma parte de esta categoría, sin embargo, varios estudios la consideran como sector continental de Oceanía o Australia continental.
El otro grupo comprende países más pequeños como Malta, Chipre, las Comoras, Bahamas, Tonga, y las Maldivas. Estos países tienden a ser muy diferentes de los países continentales. Su pequeño tamaño, por lo general, quiere decir que cuentan con poca tierra agrícola y escasos recursos naturales. Sin embargo, en la actualidad, estos pequeños países insulares son considerados en muchos casos importantes centros turísticos, convirtiendo el turismo en la industria predominante de estos territorios.
Algunos países insulares se limitan a una o dos islas principales, como el Reino Unido. Otros se extienden en cientos o miles de islas, como Indonesia o las Maldivas. Algunos países comparten sus islas con otros países; estos incluyen a Irlanda, que comparte la isla del mismo nombre con Irlanda del Norte (país constituyente del Reino Unido); Haití y República Dominicana, que comparten la isla La Española; o Indonesia, que comparte la isla de Timor con Timor Oriental, la isla de Nueva Guinea con Papúa Nueva Guinea y la isla de Borneo con Malasia y Brunéi.

## Lista de países insulares por continente

### África
- Cabo Verde
- Comoras
- Madagascar
- Mauricio
- Mayotte
- Reunión
- Santa Elena, Ascensión y Tristán de Acuña
- Santo Tomé y Príncipe
- Seychelles

### América
- Antigua y Barbuda
- Aruba
- Bahamas
- Barbados
- Bermudas
- Bonaire
- Cuba
- Curazao
- Dominica
- Granada
- Groenlandia
- Guadalupe
- Haití
- Islas Caimán
- Jamaica
- Martinica
- Puerto Rico
- República Dominicana
- San Cristóbal y Nieves
- Santa Lucía
- San Vicente y las Granadinas
- Trinidad y Tobago

### Asia
- Baréin
- Brunéi
- Filipinas
- Indonesia
- Isla de Navidad
- Islas Cocos
- Japón
- Maldivas
- Singapur
- Sri Lanka
- Taiwán[2]
- Timor Oriental

### Europa
- Acrotiri y Dhekelia
- Åland
- Chipre
- Guernsey
- Irlanda
- Isla de Man
- Islandia
- Islas Feroe
- Jersey
- Malta
- Reino Unido
- Svalbard

### Oceanía
- Australia
- Estados Federados de Micronesia
- Fiyi
- Guam
- Islas Cook
- Islas Marianas del Norte
- Islas Marshall
- Islas Salomón
- Kiribati
- Nauru
- Niue
- Nueva Caledonia
- Nueva Zelanda
- Palaos
- Papúa Nueva Guinea
- Samoa
- Samoa Americana
- Polinesia Francesa
- Tonga
- Tuvalu
- Vanuatu